# NGC 919
NGC 919 is een spiraalvormig sterrenstelsel in het sterrenbeeld Ram. Het hemelobject werd op 5 september 1864 ontdekt door de Duitse astronoom Albert Marth.

## Synoniemen
- PGC 9267
- UGC 1894
- MCG 4-6-39
- ZWG 483.49